# Парона (Павија)
Парона (итал. Parona) је насеље у Италији у округу Павија, региону Ломбардија.
Према процени из 2011. у насељу је живело 1776 становника. Насеље се налази на надморској висини од 110 м.

## Становништво
Према резултатима пописа становништва 2011. у општини је живело 1.987 становника.
| 1931. | 1936. | 1951. | 1961. | 1971. | 1981. | 1991. | 2001. | 2011. |
| ----- | ----- | ----- | ----- | ----- | ----- | ----- | ----- | ----- |
| 1.643 | 1.652 | 1.699 | 1.710 | 1.302 | 1.325 | 1.500 | 1.698 | 1.987 |